# República Cisrenana
En 1785, un barón renano, Anacharsis Cloots, nacionalizado francés en 1792, preconiza la anexión a Francia de la margen izquierda del Rin en nombre de la doctrina de las fronteras naturales, tomando a este río como «frontera natural de los galos», en una obra titulada Voces de un galófilo. Cloots se convertirá en ciudadano francés y al mismo tiempo en diputado de la Convención en 1792, pero no verá nunca la efímera realización de su sueño al ser ejecutado el 24 de marzo de 1794.
El régimen revolucionario francés creó diversas «repúblicas hermanas» (estados satélite) en los territorios ocupados por sus ejércitos a finales del siglo xviii, entre ellas la denominada República Cisrenana, proclamada el 5 de septiembre de 1797, dividida por François Joseph Rudler en cuatro de los 130 departamentos en noviembre de 1797: Roer, Sarre, Rin-y-Mosela y Mont-Tonnerre, los cuales fueron formalmente anexionados en 1801, pero unidos a los otros Estados y territorios alemanes por Napoleón Bonaparte para formar, a la vez que se producía la disolución formal del Sacro Imperio Romano Germánico, la Confederación del Rin, que duró de julio de 1806 a 1813.